# Новый путь (газета, 1906)
«Новый путь» — российская ежедневная общественно-политическая газета, выходившая с 1 (14) января до 14 (27) мая 1906 года в Санкт-Петербурге. Выражала взгляды умеренно-либеральных политических организаций, также являлась фактическим печатным органом Санкт-Петербургского отделения «Союза 17 октября» (партии октябристов).

## Характеристики издания
Редактором-издателем газеты «Новый путь» первоначально был один из основателей «Союза 17 октября» Михаил Красовский, начиная с № 90 — его однопартиец Николай Демчинский.
Газета издавалась Прогрессивно-экономической партией (ПЭП) совместно с «Союзом 17 октября».
Объём издания составлял 4 страницы, высота — от 44 до 61 см. Всего вышло 102 номера.

## Политическая позиция и история
К началу 1906 года идейно близким ПЭП и «Союзу 17 октября» удалось достигнуть соглашения о выпуске в Санкт-Петербурге совместного печатного издания. Таким образом представители умеренно-либеральных организаций пытались привлечь на свою сторону городскую публику. По стилю и содержанию публикуемых материалов газета была ориентирована на обывателей, неискушённых в сфере политики.
По заявлению Михаила Красовского, издание стремилось «содействовать распространению среди населения России понятий законности и утверждения в необходимости мирного развития на почве конституционных начал, провозглашённых Манифестом 17 октября в противовес разрушительным учениям революционных партий».
Санкт-Петербургское отделение «Союза 17 октября» рассылало газету в местные отделения в качестве печатного органа партии.   
Несмотря на авторитет Красовского, бывшего в 1905—1906 годах председателем Санкт-Петербургской городской думы, и предельную дешевизну газеты (стоимость годовой подписки составляла всего 3 рубля 60 копеек), «Новый путь» не снискал популярности среди горожан.
После прекращения выпуска подписчикам издания рассылалась ежедневная политическая, общественная и литературная газета «Перелом», редактором-издателем которой был всё тот же Николай Демчинский (16 (29) мая 1906 года—31 декабря 1906 года (13 января 1907 года), 127 номеров).